# Duke's Travels
«Duke's Travels» (en español: «Los Viajes de Duke» o «Los Viajes del Duque») es una canción de la banda Genesis, compuesta por sus integrantes, Tony Banks, Mike Rutherford y Phil Collins. La canción es la quinta parte de una suite oculta en el álbum, llamada The Duke Suite, luego de Turn It On Again. 
La canción es un instrumental que inicia con los teclados y platillos, luego entra la batería y los teclados dan una melodía medieval (por el personaje del nombre del álbum), la cual se extiende hasta el minuto 2:57, dando un extenso solo de teclado acompañado de la batería, la cual se potencia y se hace dinámica a partir del minuto 4:44 hasta que un minuto después, comienza una especie de "reprise" de Guide Vocal, donde entra la guitarra de Mike y Phil canta la letra de la tercera canción del álbum. Después del "reprise", termina de sonar la batería y empieza a sonar un suave piano y de fondo los platillos. Luego del piano y los platillos, empieza a sonar unos teclados que dan por terminado la canción y que sigue en Duke's End.
La canción es la más larga del álbum y puede considerarse de las mejores canciones de la banda post-Gabriel (junto con Los Endos, Fading Lights, Domino, Ripples y Home by The Sea) y el desarrollo del instrumental es épico, hasta rayando lo retrospectivo, esto último podría indicar que, a la línea del concepto de la suite, es que el protagonista está recordando los momentos de su vida. Pasando por la duquesa del libro, la obsesión por los personajes de la TV y la pérdida de su guía vocal. Desemboca todo esto en la siguiente canción.
Este tema ha sido interpretado en vivo en el Duke Tour de 1980 junto con la suite, y en la gira de reunión en 2007 Turn It On Again Tour, en un medley junto con In The Cage, The Cinema Show y Afterglow.
- Datos: Q109320765